# حدأة حمراء

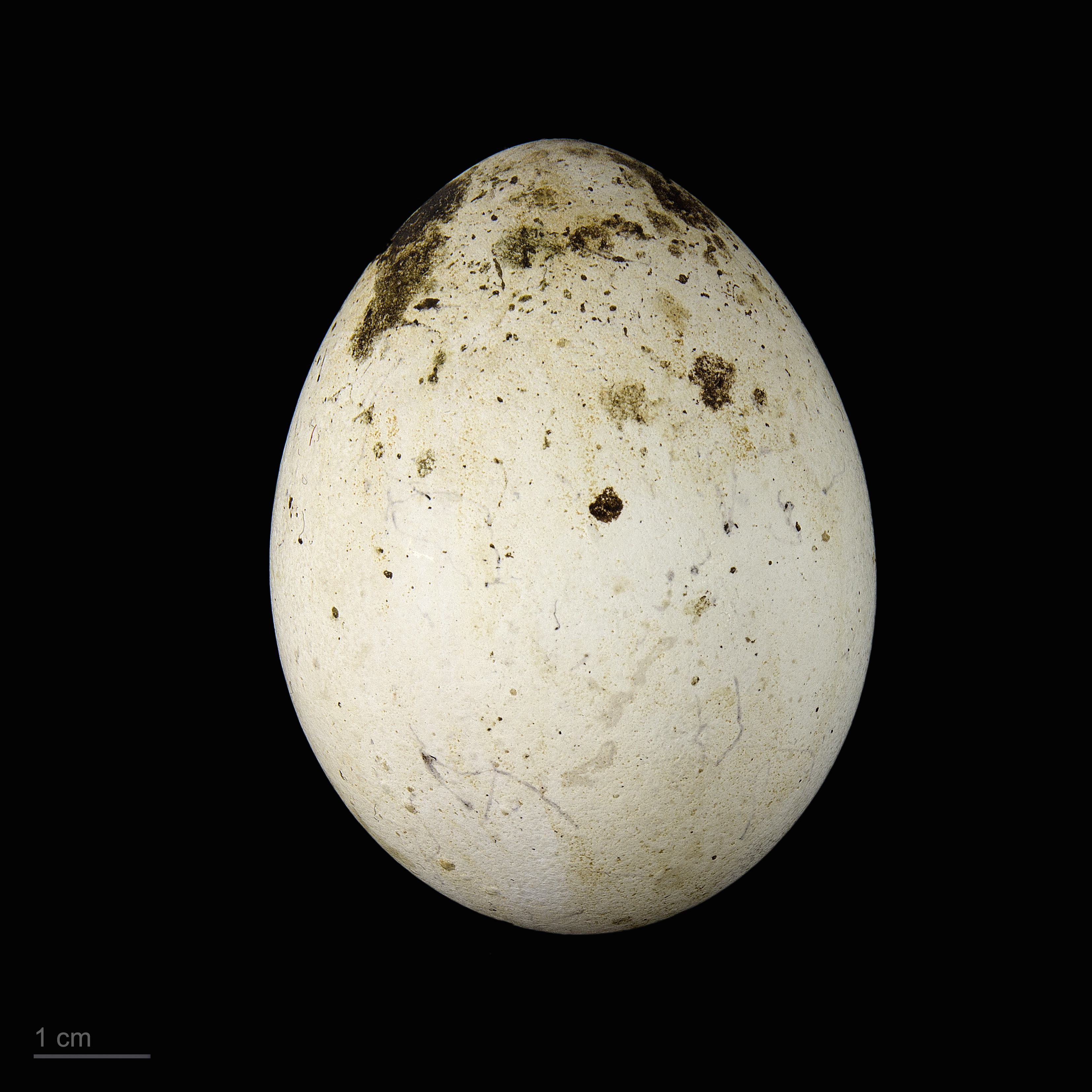
Milvus milvus

حِدَأَة حمراء أو حِدَأة شائعة أو آصى (الاسم العلمي:  Milvus milvus) (بالإنجليزية: Red Kite)، هو طائر جارح متوسط الحجم ينتمي إلى البازية (فصيلة: Accipitridae). أخنث أنواع الحدأة وأكبرها جثة وجناحاً. طولها نحو 65 سم، وبسطتها نحو 175 سم. ثوبها إلى الربدة السفعاء يعلوه توشيمٌ وتمشيقٌ وحباك. رأسها وعنقها إلى البياض الأغبر تعلوه نمشة سمراء. منقارها أسمر عيناها ورجلاها ومخالبها صفر. وهي من أوابد الشرق الأدنى وقواطع أوربة.